# В одном маленьком городе
«В одном маленьком городе» (груз. ერთ პატარა ქალაქში) — грузинский художественный фильм 1985 года, социальная драма, созданная на киностудии «Грузия-фильм». Снял фильм режиссёр Гига Лордкипанидзе по своему же сценарию, написанному на основе реальных событий имевших место в городе Поти.

## В ролях
- Тристан Квелаидзе — Арчил Гварамия, первый секретарь горкома партии
- Кетеван Кикнадзе — Мери, жена Арчила
- Мераб Нинидзе — Дато, сын Арчила и Мери
- Георгий Кавтарадзе — Джанико Квариани, журналист
- Гурам Пирцхалава — Виктор Авалишвили, начальник стройтреста
- Георгий Харабадзе — Георгий Лежава, моряк-китобой
- Григорий Цитаишвили — Пармен Камкамидзе
- Иосиф Гогичайшвили — Беглар Гаглава, начальник городской милиции
- Тенгиз Чантладзе — Вахтанг Мебуке, врач
- Гайоз Бухрашвили — участник совещания
- Иамзе Гватуа
- Тенгиз Даушвили — Серго Хавтаси
- Давид Двалишвили — Гайоз Иремашвили, начальник порта
- Гига Джапаридзе — старик
- Бадри Кобахидзе — Гайоз Девдариани

## Съёмочная группа
- Режиссёр: Гига Лордкипанидзе
- Сценаристы: Гига Лордкипанидзе, Александр Чхаидзе
- Оператор: Абесалом Майсурадзе
- Композитор: Бидзина Квернадзе
- Художник: Кахабер (Кахи) Хуцишвили

## Технические данные
- Страна: СССР
- Производство: Грузия-фильм
- Год: 1985
- Премьера: апрель 1986 (Москва)